# Georg Wilhelm Pabst
Georg Wilhelm Pabst (* 27. August 1885 in Raudnitz, Böhmen; † 29. Mai 1967 in Wien), üblicherweise bezeichnet als G. W. Pabst, war ein österreichischer Filmregisseur. Zu seinen bekanntesten Filmen gehören Die freudlose Gasse (1925), Die Büchse der Pandora (1929), Die Dreigroschenoper (1931) sowie Kameradschaft (1931).
Pabst zählt mit Fritz Lang, Friedrich Wilhelm Murnau und Ernst Lubitsch zu den großen Film-Regisseuren der Weimarer Republik.

## Leben und Wirken

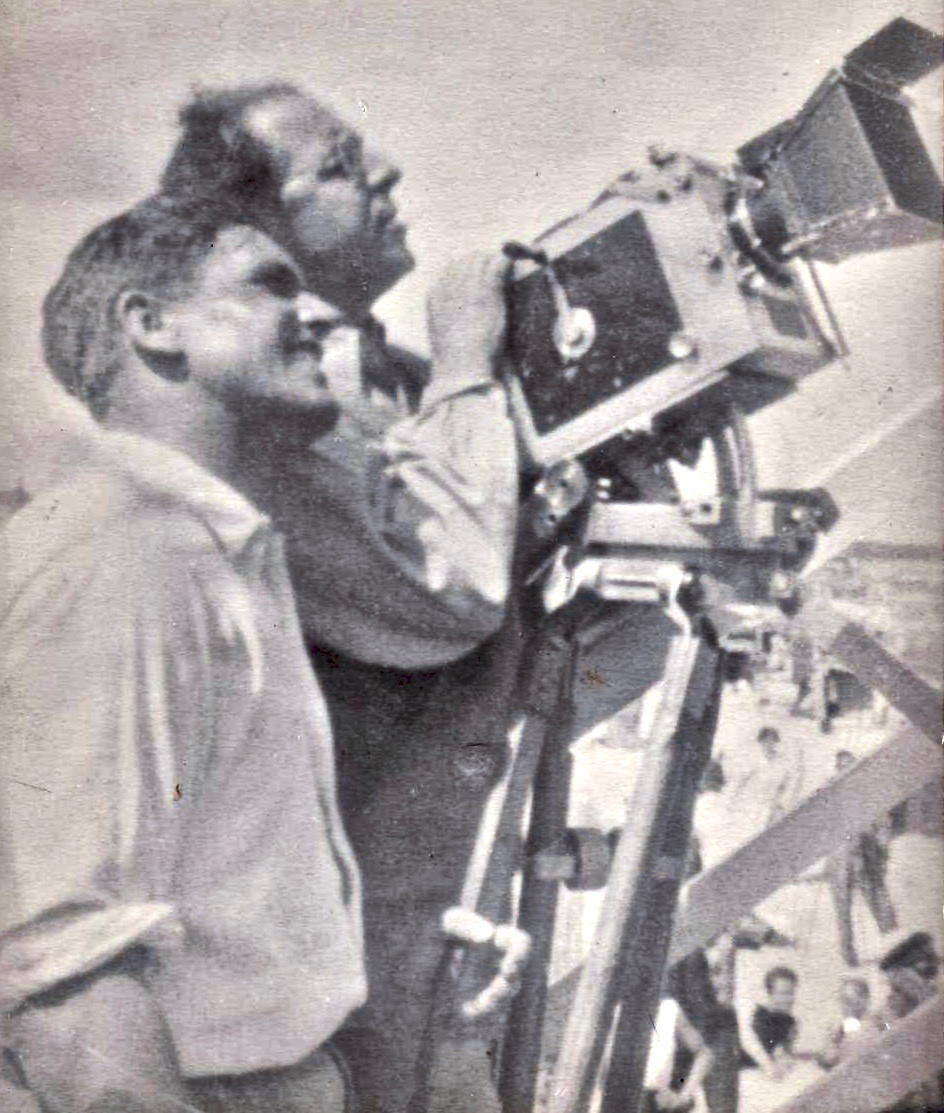
Kameramann Sepp Allgeier (vorn) und G. W. Pabst 1929 bei Dreharbeiten zu Tagebuch einer Verlorenen am Strand von Swinemünde

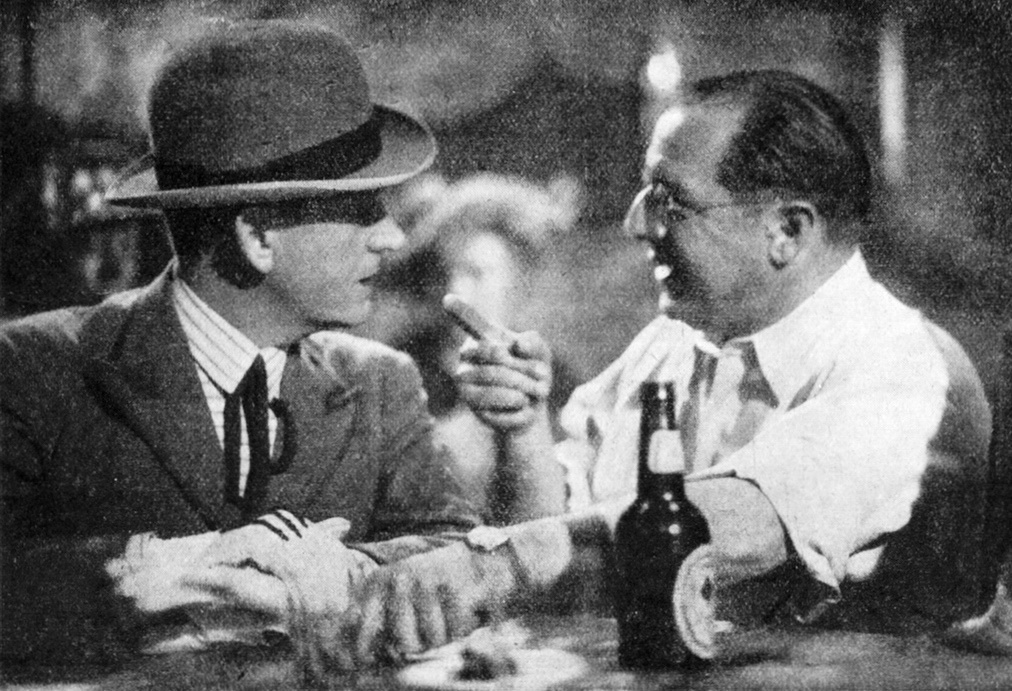
Schauspieler Albert Préjean (links) und G. W. Pabst 1931 während der Dreharbeiten für den Film Die Dreigroschenoper

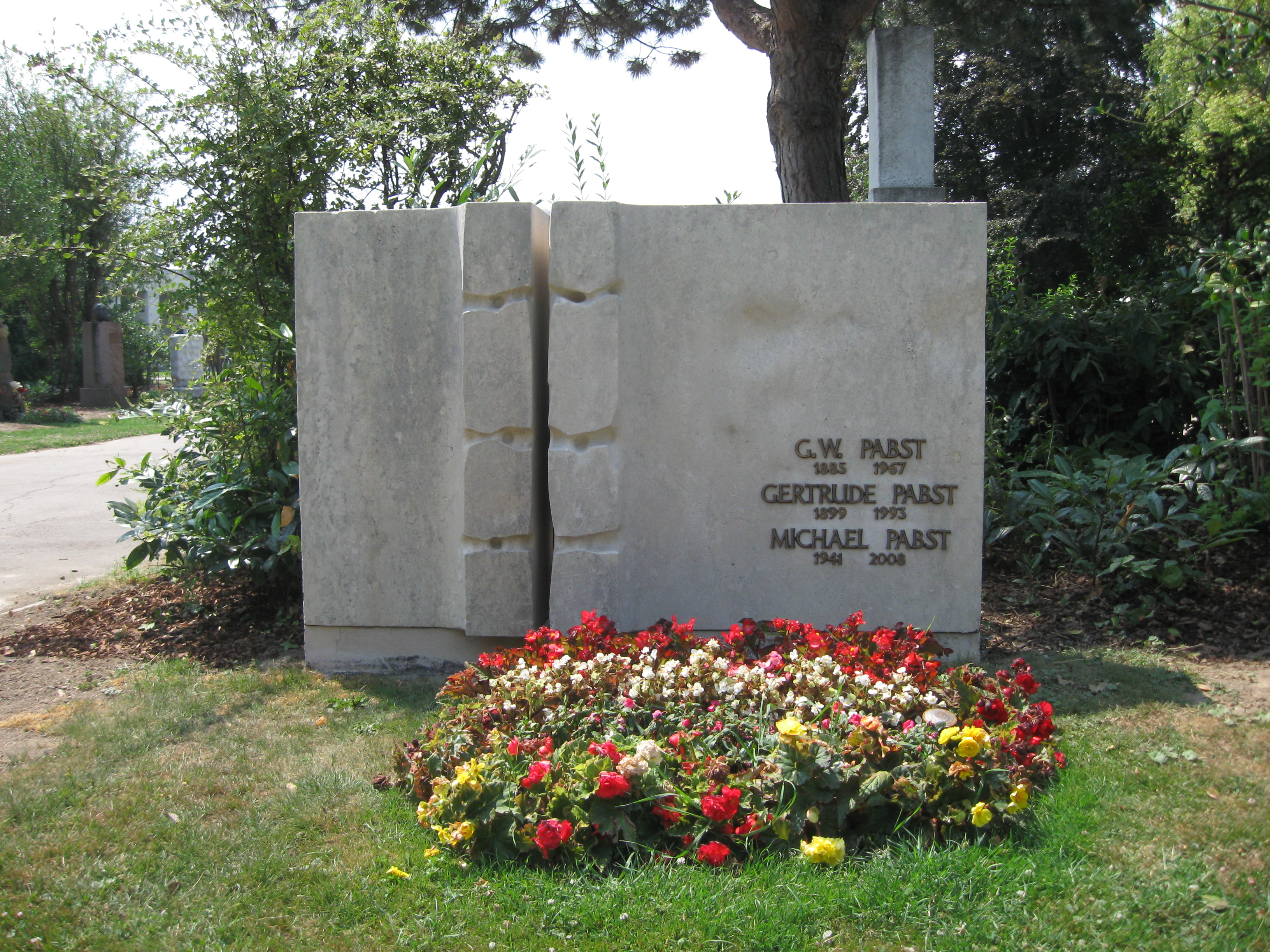
G. W. Pabsts Grab auf dem Wiener Zentralfriedhof

Pabsts Eltern waren der Eisenbahnbeamte August Pabst (1853–1926) und dessen Frau Elisabeth „Ella“ Pabst geb. Noë (1864–1953). Er wuchs in Wien auf und begann nach der Realschule 1902 ein Ingenieurstudium, das er aber abbrach, um Schauspieler zu werden. 1906 erhielt er erste Engagements in St. Gallen und Zürich. 1910 holte ihn der Direktor des deutschsprachigen Irving Place Theatre nach New York, wo er auch als Regisseur tätig war. Während des Ersten Weltkriegs war er in Frankreich interniert und ging nach Kriegsende an Theater in Wien und Prag. 
1921 übersiedelte er nach Berlin und erhielt über den Regisseur und Produzenten Carl Froelich erste Kontakte zur Filmindustrie, wo er zunächst in anderen Bereichen tätig war, bevor er 1923 mit Der Schatz als Regisseur debütierte.
Sein erster großer Erfolg war der Film Die freudlose Gasse 1925 mit Greta Garbo und Asta Nielsen. Mit diesem sozialkritischen, oft zensierten Film begann eine äußerst produktive Zeit mit zahlreichen künstlerisch wertvollen und kommerziell erfolgreichen Filmen. Pabst wurde in Filmgeschichten als einer der Hauptvertreter der Neuen Sachlichkeit im Film bezeichnet, ohne dass sein Werk je auf einen Stil festlegbar gewesen wäre. Einer im Studio gedrehten, von der Psychoanalyse beeinflussten Produktion mit dem Titel Geheimnisse einer Seele folgte der melodramatische, für seine Freiluftphotographie gelobte Film Die Liebe der Jeanne Ney, an den sich wiederum die kühl beobachtete Schilderung einer Ehekrise in Abwege von 1928 anschloss. Seine letzten Stummfilme Die Büchse der Pandora (basierend auf Frank Wedekinds Die Büchse der Pandora und Erdgeist) sowie Tagebuch einer Verlorenen, die er beide mit der damals noch sehr unbekannten amerikanischen Schauspielerin Louise Brooks drehte, gehören zu seinen international bekanntesten Werken. 1930 konnte Pabst seinen ersten Tonfilm Westfront 1918 realisieren. Der kompromisslose Antikriegsduktus des Films führte in Deutschland genau wie Lewis Milestones Film All Quiet on the Western Front (deutsch: Im Westen nichts Neues) zu heftigen Diskussionen. Mit den folgenden Filmen Die Dreigroschenoper und dem die Völkerverständigung propagierenden Kameradschaft verortete Pabst sein Werk politisch noch fester im linken Spektrum, was ihm den Spitznamen „der rote Pabst“ einbrachte.
Zur Zeit der Machtergreifung der Nationalsozialisten befand sich Pabst gerade zu Dreharbeiten in Frankreich. Er beschloss, in Frankreich zu bleiben, wo er noch einen weiteren Film verwirklichte.
Noch im selben Jahr war die nächste Station Hollywood, wo er allerdings 1934 mit dem Film A Modern Hero wenig Entfaltungsspielraum und schließlich auch wenig Erfolg hatte. 1936 kehrte Pabst wieder nach Frankreich zurück, ohne in Hollywood noch einen weiteren Film inszeniert zu haben. In Frankreich drehte er bis 1939 noch drei weitere Filme, die eher der Unterhaltung verpflichtet waren. Noch im Jahr 1938 beschloss er, endgültig in die USA zu gehen. Er wurde allerdings im September 1939 durch den Beginn des Zweiten Weltkrieges in Österreich, wo er gerade seine Familie besuchte, überrascht. Da er das Deutsche Reich nicht mehr verlassen konnte, drehte er nun Filme für die Bavaria Film. Die Filmbiografien Komödianten und Paracelsus verklärten historische Figuren der deutschen Geschichte und sind mit ihren subtilen Propaganda-Tendenzen typisch für die Ära. Leni Riefenstahl bat Pabst um Hilfe bei dem Film Tiefland, da sie sich als Schülerin von Pabst fühlte. Die Zusammenarbeit wurde aber bald im Streit beendet, weil Riefenstahl völlig andere Vorstellungen von der Führung von Schauspielern hatte.
Auch nach dem Zweiten Weltkrieg konnte Pabst nicht mehr an die Erfolge der Filme der Weimarer Republik anknüpfen. Er drehte Filme in Österreich, Italien und Deutschland. Allerdings sind sein erster Nachkriegsfilm Der Prozeß von 1947, der sich mit Antisemitismus anhand eines historischen Falles auseinandersetzt, sowie Der letzte Akt und Es geschah am 20. Juli, die beide 1955 gedreht wurden und sich mit dem „Dritten Reich“ beschäftigen, durchaus bemerkenswerte Versuche, sich mit den Schatten der Vergangenheit auseinanderzusetzen. Pabst konnte mit Mitteln der Stadt Wien 1949 vier Filme produzieren, aber der verheerende Misserfolg des Films Geheimnisvolle Tiefe (das Drehbuch stammte von seiner Frau, die auch stark in die Regiearbeit eingebunden war) führte zum Ende des Projekts und seine Karriere und sein Ruf wurden immer mehr durch Auftragsarbeiten wie z. B. seine beiden letzten Filme Rosen für Bettina und Durch die Wälder, durch die Auen (beide 1956) beschädigt. Pabsts Erkrankung an Parkinson 1957 machte schließlich eine Fortsetzung seiner Filmarbeit unmöglich.
Pabst ist auf dem Wiener Zentralfriedhof (Gruppe 32 C, Nummer 31) in einem Ehrengrab beigesetzt. 1968 wurde die Georg-Wilhelm-Pabst-Gasse in Wien-Favoriten nach ihm benannt. 2024 wurde zudem der Vorplatz des alten Kinos in Leibnitz nach G. W. Pabst benannt, da er mehrere Jahre das Privatschloss Fünfturm in Tillmitsch bei Leibnitz bewohnte.
Pabst war ab 1924 mit Gertrude (Trude) Hennings (1899–1993) verheiratet. Ihr gemeinsamer Sohn Peter (1924–1992) war nach dem Zweiten Weltkrieg Assistent seines Vaters, später Redakteur beim Bayerischen Fernsehen; 1964/1965 führte der zweite Sohn Michael (1941–2008) Gespräche zur Vorbereitung einer Biografie, die unvollendet blieb. Der deutsche Filmpublizist und Regisseur Robert Fischer führte 2006 ein ausführliches Interview mit dem Münchener Galeristen und Kunstsammler Michael Pabst über dessen Vater G. W. Pabst, das unter dem Titel Die Büchse der Pandora (35 min.) als DVD publiziert wurde.
Gestützt auf umfangreiche Aufzeichnungen von Trude Pabst sowie auf Gespräche mit den Enkeln Ben Pabst, Marion Jaros (geb. Pabst) und Daniel Pabst sowie auf filmisches Material u. a. von G. W. Pabst hat die deutsche Filmemacherin Angela Christlieb in ihrem Film Pandoras Vermächtnis (89 min., 2024) die Werk- und Lebensgeschichte von G. W. Pabst und Trude Pabst filmisch dargestellt.
G. W. Pabst ist der fiktionale Protagonist des im Herbst 2023 veröffentlichten Romans Lichtspiel von Daniel Kehlmann.

## Filmografie
Stummfilme:
- 1922: Luise Millerin (nur Co-Drehbuch)
- 1923: Der Schatz
- 1924: Gräfin Donelli
- 1925: Die freudlose Gasse
- 1926: Geheimnisse einer Seele
- 1926: Man spielt nicht mit der Liebe
- 1927: Die Liebe der Jeanne Ney
- 1928: Abwege
- 1929: Die Büchse der Pandora
- 1929: Tagebuch einer Verlorenen
- 1929: Die weiße Hölle vom Piz Palü (Regie mit Arnold Fanck)

Tonfilme:
- 1930: Westfront 1918 (Arbeitstitel: Vier von der Infanterie)
- 1930: Skandal um Eva
- 1931: Die Dreigroschenoper
- 1931: Kameradschaft
- 1932: Die Herrin von Atlantis
- 1933: Don Quichotte
- 1933: Du haut en bas
- 1933: Cette nuit-là (nur künstler. Leitung, Regie: Mark Sorkin)
- 1934: A Modern Hero
- 1936: Mademoiselle Docteur
- 1938: Le drame de Shanghaï
- 1939: Jeunes filles en détresse
- 1941: Komödianten
- 1943: Paracelsus
- 1945: Der Fall Molander[9]
- 1948: Der Prozeß[10]
- 1949: Geheimnisvolle Tiefe
- 1949: Duell mit dem Tod (nur Produktion und Co-Drehbuch)[11]
- 1949: Eins, zwei, drei – aus (nur Produktion)
- 1950: Ruf aus dem Äther (nur Produktion und künstler. Gesamtltg.)
- 1952: Männer ohne Tränen (La voce del silenzio)
- 1954: Cose da pazzi
- 1954: Das Bekenntnis der Ina Kahr
- 1955: Der letzte Akt
- 1955: Es geschah am 20. Juli
- 1956: Rosen für Bettina
- 1956: Durch die Wälder, durch die Auen

## Auszeichnungen
- 1948: Ehrenring der Stadt Wien
- 1963: Bundesfilmpreis (Ehrenpreis)
- 2014: Stern auf dem Boulevard der Stars in Berlin

## Dokumentarfilm
- Pandoras Vermächtnis, Regie und Drehbuch Angela Christlieb, Österreich 2024[13][14]

## Notizen
1. ↑  GESTORBEN: JOACHIM TIBURTIUS. In: Spiegel Online. Band 24, 5. Juni 1967 (spiegel.de [abgerufen am 16. Dezember 2019]).
2. ↑  Georg Wilhelm Pabst: Ein Regisseur arrangiert sich mit dem NS-Staat
3. ↑  Tiefland
4. ↑  Altes Kino Leibnitz: Eröffnung von Vorplatz & G.W.-Papst-Park. In: Leibnitz aktuell. 20. September 2024, abgerufen am 30. September 2024.
5. ↑  Georg Wilhelm Pabst - Biografie. Abgerufen am 7. April 2024.
6. ↑  Robert Fischer: The Shadow of My Father. Michael Pabst on G. W. Pabst's "Pandora's Box". In: fictionfactoryfilm.de. Robert Fischer, 2019, abgerufen am 17. August 2025 (englisch).
7. ↑  Presseheft "Pandoras Vermächtnis". Filmladen Filmverleih, 1. Mai 2024, abgerufen am 17. August 2025.
8. ↑  Daniel Kehlmann: Lichtspiel. Rowohlt, Hamburg 2023, ISBN 978-3-498-00387-6.
9. ↑  unvollendet; nach dem Roman Die Sternengeige von Alfred Karrasch
10. ↑  nach dem gleichnamigen Roman von Rudolf Brunngraber. Eine recherchierte Anklage, ein Gerichtsdrama und ein Appell für eine aufgeklärte Gesellschaft. Pabst stellte seinen Film 1948 bei den Filmfestspielen in Venedig vor und war für den Goldenen Löwen nominiert (nicht erhalten). Ernst Deutsch wurde jedoch in Venedig zum besten Hauptdarsteller gekürt, Josef Meinrad glänzte in einer frühen Rolle als Untersuchungsrichter
11. ↑  geriet zunächst in Vergessenheit; Film wurde 2011 bei der jährlichen Retrospektive zur Auseinandersetzung mit dem Nationalsozialismus wieder in Wien gezeigt Information zur Retrospektive. Siehe auch Literatur, ohne Verf.
12. ↑  16 Seiten Kleinformat. Buch und Regie Paul May. Hauptdarsteller Ralf Nauckhoff, Anneliese Reinhold, Ernst Waldbrunn. 114 Min s/w Prädikat: wertvoll
13. ↑  Rüdiger Suchsland: Doku „Pandoras Vermächtnis“: Das Leben des Stummfilmstars GW Pabst. In: swr.de. 3. April 2025, abgerufen am 3. April 2025.
14. ↑  Pandoras Vermächtnis. In: filminstitut.at. Abgerufen am 3. April 2025.

| Personendaten    | Personendaten                  |
| ---------------- | ------------------------------ |
| NAME             | Pabst, Georg Wilhelm           |
| ALTERNATIVNAMEN  | Pabst, G. W.                   |
| KURZBESCHREIBUNG | österreichischer Filmregisseur |
| GEBURTSDATUM     | 27. August 1885                |
| GEBURTSORT       | Raudnitz, Böhmen               |
| STERBEDATUM      | 29. Mai 1967                   |
| STERBEORT        | Wien                           |